# 김해향교
김해향교(金海鄕校)는 대한민국 경상남도 김해시 대성동에 있는 향교이다. 1983년 8월 12일 경상남도의 유형문화재 제217호로 지정되었다.

## 개요
향교는 훌륭한 유학자를 제사하고 지방민의 유학교육과 교화를 위하여 나라에서 지은 교육기관이다
김해향교의 세워진 시기는 알 수 없으나『김해읍지』에 의하면 옛 김해부 동쪽 다전동에 있었던 것으로 보인다. 그 후 향교가 있던 산이 무너져 숙종 14년(1688)에 지금의 위치로 옮겼다.
전체적인 배치는 공부하는 곳인 명륜당이 앞에 있고 제사지내는 곳인 대성전과 동·서무가 뒤에 있는 전학후묘의 형태로, 일반 향교의 배치와 비슷하다. 정문인 풍화루는 누형식의 건물이 아닌 지붕 옆면이 여덟 팔(八)자 모양인 팔작지붕으로 된 1층 건물로 지어져 특이하다.
조선시대에는 국가로부터 토지와 전적·노비 등을 지급 받아 학생을 가르쳤으나 지금은 제사만 지내고 있다.
김해지방 향토사연구에 도움이 되는 자료를 보관하고 있는 향교이다.

## 참고 자료
- 김해향교 - 국가유산청 국가유산포털